# یابوکی، فوکوشیما
یابوکی، فوکوشیما (به لاتین: Yabuki, Fukushima) یک منطقهٔ مسکونی در ژاپن است که در استان فوکوشیما واقع شده‌است. یابوکی ۶۰٫۳۷ کیلومترمربع مساحت و ۱۷٬۹۱۳ نفر جمعیت دارد.